# Kacumi Šibata
Kacumi Šibata (jap. pisanjem Šibata Kacumi 柴田 勝巳) (Tokio, Japan, 1909. – 1940-ih) je bivši japanski hokejaš na travi.  
Osvojio je srebrno odličje na hokejaškom turniru na Olimpijskim igrama 1932. u Los Angelesu. Odigrao je dva susreta na mjestu veznog igrača.

## Vanjske poveznice
- Profil na Database Olympics
- Profil na Sport-Reference.com  Arhivirana inačica izvorne stranice od 11. listopada 2012. (Wayback Machine)